# 鹸化

パルミチン酸ジグリセリドを鹸化すると、2分子のパルミチン酸塩と1分子のグリセリンが生成する。

鹸化（けんか、印刷標準字体 鹼化、英語: saponification）とは、エステルに塩基を加えて酸の塩とアルコールに加水分解する化学反応である。
特に、油脂・脂肪（トリアシルグリセロール）を水酸化ナトリウムや水酸化カリウムなどの塩基を使ってグリセリンと高級脂肪酸塩（カルボン酸塩、石鹸）に加水分解することを指す場合がある。

## 反応式と構造式
※R：適当なアルキル基（CH3(CH2)n）
※反応に用いる塩基は水酸化ナトリウムとしている

### エステルの鹸化
反応式
R1COOR2 + NaOH → R1COONa + R2OH
構造式
R1 - COO - R2 + NaOH → R1 - COO - Na + R2 - OH

### 油脂（トリアシルグリセロール）の鹸化
反応式
R1COOCH2CH(OOCR2)CH2OOCR3  + 3NaOH → C3H5(OH)3 + R1COONa + R2COONa + R3COONa
構造式
R1 - COO - CH2
　　　　　│
R2 - COO - CH + 3 NaOH → C3H5(OH)3 + CH - OH + R1 - COO - Na + R2 - COO - Na + R3 - COO - Na
　　　　　│
R3 - COO - CH2

## 反応機構
まず、エステルのカルボニル炭素に水酸化物イオンが付加して四面体型中間体を与える。
アルコキシドアニオンが遊離しながら、カルボン酸が生じる。
カルボン酸は塩基にプロトンを奪われ、速やかにカルボキシラートアニオンとなる。

## 鹸化価
1 g の油脂を鹸化するのに必要な水酸化カリウムのミリグラム数を鹸化価（けんかか）と呼ぶ。鹸化価は、油脂を構成する脂肪酸の平均分子量の指標となる。消費される水酸化カリウムが多いほど、その油脂を構成する脂肪酸の平均分子量は小さい。
鹸化価をa、油脂（トリグリセリド）の分子量をMとすると、鹸化価は次の式で与えられる（水酸化カリウムの式量：56）。
{\displaystyle {\frac {168}{M}}\times 1,000=a}